# Hakenberg, Brandenburg
För andra betydelser, se Hakenberg.
Hakenberg är en by och kommundel (Ortsteil) i Fehrbellins kommun i Landkreis Havelland, Brandenburg, Tyskland, knappt 60 km nordväst om centrala Berlin och omkring 3 km sydost om Fehrbellin. Orten är en del av kommunen Fehrbellin sedan 2003 och var dessförinnan en självständig kommun.

## Historia

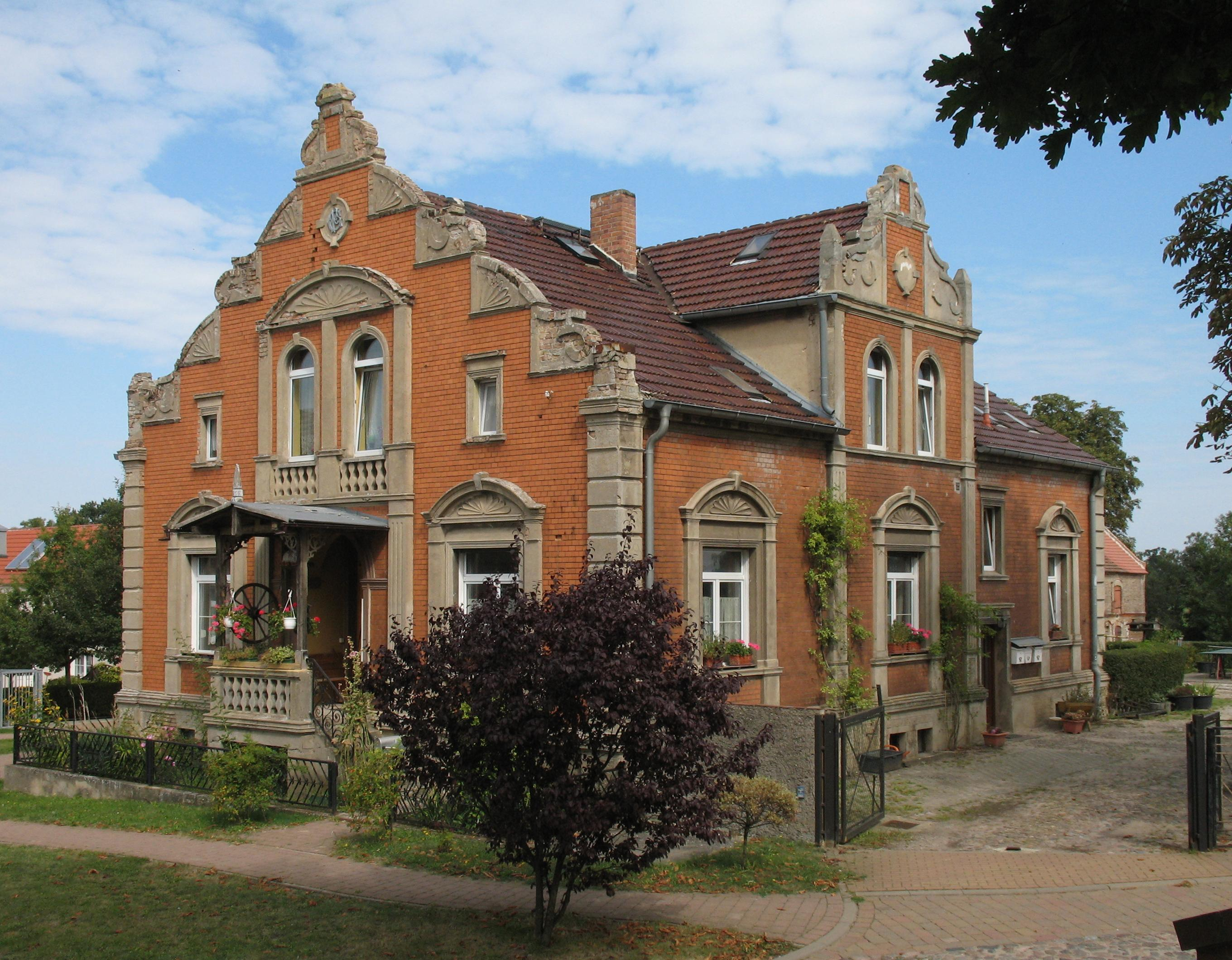
Byggnadsminnesmärkt hus på Dorfstrasse 46

Platsen är historiskt bekant som skådeplats för slaget vid Fehrbellin 28 juni 1675 (enl. den gregorianska kalendern). Vid Hakenberg hade den brandenburgska armén sina ställningar. På platsen uppfördes 1875−1879 Hakenbergs segerkolonn, ritad av Christian Daniel Rauch, till minne av den brandenburgska segern i slaget.